# Grand Prix automobile d'Espagne 2019
GP précédent GP suivant
Le Grand Prix automobile d'Espagne 2019 (Formula 1 Emirates Gran Premio de  España 2019) disputé le 12 mai 2019 sur le circuit de Barcelone, est la 1002e épreuve du championnat du monde de Formule 1 courue depuis 1950. Il s'agit de la quarante-neuvième édition du Grand Prix d'Espagne comptant pour le championnat du monde de Formule 1 et la cinquième manche du championnat 2019. L'épreuve se dispute pour la vingt-neuvième fois depuis 1991 sur le circuit catalan (contre neuf fois à Jarama, cinq fois à Jerez et quatre fois au Parc de Montjuïc).
Sur le circuit où les Ferrari ont dominé les essais hivernaux de fin février, le contraste est saisissant puisque, trois mois plus tard, les pilotes de la Scuderia n'ont pas eu la moindre chance de jouer les premiers rôles en qualifications face aux Mercedes. Le match entre les deux pilotes des Flèches d'Argent tourne largement à l'avantage de Valtteri Bottas qui obtient sa troisième pole position consécutive, en battant de plus d'une demi-seconde le record du circuit de Catalunya, repoussant son coéquipier Lewis Hamilton à six dixièmes. Sebastian Vettel est à huit dixièmes, Max Verstappen à neuf dixièmes et Charles Leclerc à plus d'une seconde. Si les quatre premières places sur la grille sont les mêmes qu'à Bakou deux semaines plus tôt, le pilote monégasque est accompagné, en troisième ligne, par Pierre Gasly ; les Haas-Ferrari de Romain Grosjean et Kevin Magnussen se partagent la quatrième ligne, suivies par Daniil Kvyat et Lando Norris, auteur du onzième temps mais qui bénéficie de la pénalité d'un recul de trois places de Daniel Ricciardo.
Mercedes Grand Prix réalise le meilleur début de saison de l'histoire de la Formule 1 avec un cinquième doublé en cinq courses. La décision pour la victoire entre les deux W10, largement plus performantes que leurs concurrentes, se joue dès l'extinction des feux quand Lewis Hamilton prend un meilleur départ que Valtteri Bottas. En tête au premier virage, il s'échappe, mène la course de bout en bout et s'attribue, dans sa cinquante-quatrième boucle le point supplémentaire du meilleur tour en course. Le quintuple champion du monde britannique obtient la soixante-seizième victoire de sa carrière, son troisième succès consécutif sur le circuit catalan et, déjà, sa troisième de la saison.
Bottas n'étant à aucun moment inquiété pour assurer le doublé, le podium se joue aussi au départ quand Sebastian Vettel, qui s'est porté à la hauteur des Mercedes au bout de la ligne droite, bloque ses roues, vire trop au large et laisse Max Verstappen s'infiltrer devant lui : la troisième place est au bout pour le pilote néerlandais, dont la Red Bull se révèle sur cette course plus performante que les Ferrari : ni Vettel ni Leclerc, qui termine cinquième, n'ont réussi le menacer en échangeant tour à tour leurs positions. La sortie de la voiture de sécurité, à vingt tours de l'arrivée après un accrochage entre Lance Stroll et Lando Norris, ne change rien, notamment pour Hamilton qui gère parfaitement la relance. Pierre Gasly termine sixième devant Kevin Magnussen qui prend le meilleur sur Carlos Sainz Jr. et Daniil Kvyat alors que Romain Grosjean marque son premier point de la saison, en sauvant sa dixième place face à Alexander Albon.
Avec 26 points supplémentaires, Hamilton reprend la première place du championnat avec 112 points, sept de plus que son coéquipier Bottas (105 points). Verstappen (66 points) subtilise la troisième place à Vettel (64 points) qui devance Leclerc (57 points) ; suivent Gasly (21 points), Magnussen (14 points), Pérez, Räikkönen (13 points) et Norris (12 points). Chez les constructeurs, Mercedes, avec 217 points repousse  Ferrari à 96 points ; Red Bull Racing suit avec 87 points, devant McLaren (22 points) Racing Point (17 points), Haas (15 points), Alfa Romeo (13 points), Renault (12 points) et Toro Rosso (6 points). Seule l'écurie Williams n'a pas encore marqué.

## Pneus disponibles
| Pneus pour piste sèche | Pneus pour piste sèche | Pneus pour piste sèche | Pneus pluie    | Pneus pluie |
| ---------------------- | ---------------------- | ---------------------- | -------------- | ----------- |
| Durs (Type C1)         | Médiums (Type C2)      | Tendres (Type C3)      | Intermédiaires | Pluie       |

## Essais libres

### Première séance, le vendredi de 11 h à 12 h 30
| Pos. | Pilote           | Voiture         | Chrono         | Écart     |
| ---- | ---------------- | --------------- | -------------- | --------- |
| 1    | Valtteri Bottas  | Mercedes        | 1 min 17 s 951 |           |
| 2    | Sebastian Vettel | Ferrari         | 1 min 18 s 066 | + 0 s 115 |
| 3    | Charles Leclerc  | Ferrari         | 1 min 18 s 172 | + 0 s 221 |
| 4    | Lewis Hamilton   | Mercedes        | 1 min 18 s 575 | + 0 s 624 |
| 5    | Romain Grosjean  | Haas-Ferrari    | 1 min 18 s 943 | + 0 s 992 |
| 6    | Carlos Sainz Jr. | McLaren-Renault | 1 min 19 s 155 | + 1 s 201 |

### Deuxième séance, le vendredi de 15 h à 16 h 30
| Pos. | Pilote           | Voiture        | Chrono         | Écart     |
| ---- | ---------------- | -------------- | -------------- | --------- |
| 1    | Valtteri Bottas  | Mercedes       | 1 min 17 s 284 |           |
| 2    | Lewis Hamilton   | Mercedes       | 1 min 17 s 333 | + 0 s 049 |
| 3    | Charles Leclerc  | Ferrari        | 1 min 17 s 585 | + 0 s 301 |
| 4    | Sebastian Vettel | Ferrari        | 1 min 17 s 673 | + 0 s 389 |
| 5    | Max Verstappen   | Red Bull-Honda | 1 min 18 s 035 | + 0 s 751 |
| 6    | Romain Grosjean  | Haas-Ferrari   | 1 min 18 s 153 | + 0 s 869 |

### Troisième séance, le samedi de 12 h à 13 h
| Pos. | Pilote           | Voiture      | Chrono         | Écart     |
| ---- | ---------------- | ------------ | -------------- | --------- |
| 1    | Lewis Hamilton   | Mercedes     | 1 min 16 s 568 |           |
| 2    | Charles Leclerc  | Ferrari      | 1 min 17 s 099 | + 0 s 531 |
| 3    | Valtteri Bottas  | Mercedes     | 1 min 17 s 123 | + 0 s 555 |
| 4    | Sebastian Vettel | Ferrari      | 1 min 17 s 172 | + 0 s 604 |
| 5    | Romain Grosjean  | Haas-Ferrari | 1 min 17 s 192 | + 0 s 624 |
| 6    | Kevin Magnussen  | Haas-Ferrari | 1 min 17 s 530 | + 0 s 962 |

## Séance de qualification, le samedi de 15 h à 16 h

### Résultats des qualifications
| Pos.                                                                                      | Pilote             | Écurie                    | Qualifications 1 | Qualifications 2 | Qualifications 3 |
| ----------------------------------------------------------------------------------------- | ------------------ | ------------------------- | ---------------- | ---------------- | ---------------- |
| 1                                                                                         | Valtteri Bottas    | Mercedes                  | 1 min 16 s 979   | 1 min 15 s 924   | 1 min 15 s 406   |
| 2                                                                                         | Lewis Hamilton     | Mercedes                  | 1 min 17 s 292   | 1 min 16 s 038   | 1 min 16 s 040   |
| 3                                                                                         | Sebastian Vettel   | Ferrari                   | 1 min 17 s 425   | 1 min 16 s 667   | 1 min 16 s 272   |
| 4                                                                                         | Max Verstappen     | Red Bull-Honda            | 1 min 17 s 244   | 1 min 16 s 726   | 1 min 16 s 357   |
| 5                                                                                         | Charles Leclerc    | Ferrari                   | 1 min 17 s 388   | 1 min 16 s 714   | 1 min 16 s 588   |
| 6                                                                                         | Pierre Gasly       | Red Bull-Honda            | 1 min 17 s 862   | 1 min 16 s 932   | 1 min 16 s 708   |
| 7                                                                                         | Romain Grosjean    | Haas-Ferrari              | 1 min 18 s 042   | 1 min 17 s 066   | 1 min 16 s 911   |
| 8                                                                                         | Kevin Magnussen    | Haas-Ferrari              | 1 min 17 s 669   | 1 min 17 s 272   | 1 min 16 s 922   |
| 9                                                                                         | Daniil Kvyat       | Toro Rosso-Honda          | 1 min 17 s 914   | 1 min 17 s 243   | 1 min 17 s 573   |
| 10                                                                                        | Daniel Ricciardo   | Renault                   | 1 min 18 s 385   | 1 min 17 s 299   | 1 min 18 s 106   |
| 11                                                                                        | Lando Norris       | McLaren-Renault           | 1 min 17 s 611   | 1 min 17 s 338   |                  |
| 12                                                                                        | Alexander Albon    | Toro Rosso-Honda          | 1 min 17 s 796   | 1 min 17 s 445   |                  |
| 13                                                                                        | Carlos Sainz Jr.   | McLaren-Renault           | 1 min 17 s 760   | 1 min 17 s 599   |                  |
| 14                                                                                        | Kimi Räikkönen     | Alfa Romeo-Ferrari        | 1 min 18 s 132   | 1 min 17 s 788   |                  |
| 15                                                                                        | Sergio Pérez       | Racing Point-BWT Mercedes | 1 min 18 s 286   | 1 min 17 s 886   |                  |
| 16                                                                                        | Nico Hülkenberg    | Renault                   | 1 min 18 s 404   |                  |                  |
| 17                                                                                        | Lance Stroll       | Racing Point-BWT Mercedes | 1 min 18 s 471   |                  |                  |
| 18                                                                                        | Antonio Giovinazzi | Alfa Romeo-Ferrari        | 1 min 18 s 664   |                  |                  |
| 19                                                                                        | George Russell     | Williams-Mercedes         | 1 min 19 s 072   |                  |                  |
| 20                                                                                        | Robert Kubica      | Williams-Mercedes         | 1 min 20 s 524   |                  |                  |
| Temps minimal à réaliser pour la qualification : 1 min 22 s 367 (107 % de 1 min 16 s 979) |                    |                           |                  |                  |                  |

### Grille de départ
- Daniel Ricciardo, auteur du dixième temps, est pénalisé d'un recul de trois places sur la grille, à la suite de sa faute, au 31e tour du Grand Prix d'Azerbaïdjan, quand il a emmené Daniil Kvyat dans l'échappatoire en tentant de le dépasser, puis sans voir qu'il était derrière lui, a enclenché la marche arrière et embouti la Toro Rosso ; il s'élance de la treizième place[6] ;
- Nico Hülkenberg, auteur du seizième temps, doit s'élancer depuis la voie des stands. En effet, le règlement sportif stipule qu'après le début des qualifications, aucune pièce de la configuration aérodynamique ne doit être ajoutée, enlevée ou remplacée, or à la suite de son accident lors de la première phase qualificative qui a entraîné un remplacement de son aileron avant, le nouvel aileron installé est différent du précédent[7] ;
- Antonio Giovinazzi, auteur du dix-huitième temps, est pénalisé d'un recul de cinq places sur la grille de départ après le changement de sa boîte de vitesses ; du fait de la pénalisation d'Hülkenberg, il s'élance de la dix-huitième place[8] ;
- George Russell , auteur du dix-neuvième temps, est pénalisé d'un recul de cinq places sur la grille pour le changement de sa boîte de vitesses avant la séance de qualifications, à la suite de sa sortie de piste survenue lors de la dernière séance d'essais libres ; du fait de la pénalisation d'Hülkenberg, il s'élance de la dix-neuvième place[9].

## Course

### Classement de la course
| Pos. | no | Pilote             | Écurie                    | Tours | Temps/Abandon                      | Grille  | Points |
| ---- | -- | ------------------ | ------------------------- | ----- | ---------------------------------- | ------- | ------ |
| 1    | 44 | Lewis Hamilton     | Mercedes                  | 66    | 1 h 35 min 50 s 443 (192,259 km/h) | 2       | 25 + 1 |
| 2    | 77 | Valtteri Bottas    | Mercedes                  | 66    | + 4 s 074                          | 1       | 18     |
| 3    | 33 | Max Verstappen     | Red Bull-Honda            | 66    | + 7 s 679                          | 4       | 15     |
| 4    | 5  | Sebastian Vettel   | Ferrari                   | 66    | + 9 s 167                          | 3       | 12     |
| 5    | 16 | Charles Leclerc    | Ferrari                   | 66    | + 13 s 361                         | 5       | 10     |
| 6    | 10 | Pierre Gasly       | Red Bull-Honda            | 66    | + 19 s 576                         | 6       | 8      |
| 7    | 20 | Kevin Magnussen    | Haas-Ferrari              | 66    | + 28 s 159                         | 8       | 6      |
| 8    | 55 | Carlos Sainz Jr.   | McLaren-Renault           | 66    | + 32 s 342                         | 12      | 4      |
| 9    | 26 | Daniil Kvyat       | Toro Rosso-Honda          | 66    | + 33 s 056                         | 9       | 2      |
| 10   | 8  | Romain Grosjean    | Haas-Ferrari              | 66    | + 34 s 641                         | 7       | 1      |
| 11   | 23 | Alexander Albon    | Toro Rosso-Honda          | 66    | + 35 s 445                         | 11      |        |
| 12   | 3  | Daniel Ricciardo   | Renault                   | 66    | + 36 s 758                         | 13      |        |
| 13   | 27 | Nico Hülkenberg    | Renault                   | 66    | + 39 s 241                         | Pitlane |        |
| 14   | 7  | Kimi Räikkönen     | Alfa Romeo-Ferrari        | 66    | + 41 s 803                         | 14      |        |
| 15   | 11 | Sergio Pérez       | Racing Point-BWT Mercedes | 66    | + 46 s 877                         | 15      |        |
| 16   | 99 | Antonio Giovinazzi | Alfa Romeo-Ferrari        | 66    | + 47 s 691                         | 17      |        |
| 17   | 63 | George Russell     | Williams-Mercedes         | 65    | + 1 tour                           | 19      |        |
| 18   | 88 | Robert Kubica      | Williams-Mercedes         | 65    | + 1 tour                           | 18      |        |
| Abd. | 18 | Lance Stroll       | Racing Point-BWT Mercedes | 44    | Accrochage                         | 16      |        |
| Abd. | 4  | Lando Norris       | McLaren-Renault           | 44    | Accrochage                         | 10      |        |

### Pole position et record du tour
- Pole position :  Valtteri Bottas (Mercedes) en 1 min 15 s 406 (222,237 km/h)[11].
- Meilleur tour en course :  Lewis Hamilton (Mercedes) en 1 min 18 s 492 (213,499 km/h) au cinquante-quatrième tour ; vainqueur, il remporte le point bonus associé au meilleur tour en course[12].

### Tours en tête
- Lewis Hamilton (Mercedes) : 66 tours (1-66)[13]

## Classements généraux à l'issue de la course
| Pos. | Pilote           | Écurie                    | Points |
| ---- | ---------------- | ------------------------- | ------ |
| 1    | Lewis Hamilton   | Mercedes                  | 112    |
| 2    | Valtteri Bottas  | Mercedes                  | 105    |
| 3    | Max Verstappen   | Red Bull-Honda            | 66     |
| 4    | Sebastian Vettel | Ferrari                   | 64     |
| 5    | Charles Leclerc  | Ferrari                   | 57     |
| 6    | Pierre Gasly     | Red Bull-Honda            | 21     |
| 7    | Kevin Magnussen  | Haas-Ferrari              | 14     |
| 8    | Sergio Pérez     | Racing Point-BWT Mercedes | 13     |
| 9    | Kimi Räikkönen   | Alfa Romeo-Ferrari        | 13     |
| 10   | Lando Norris     | McLaren-Renault           | 12     |
| 11   | Carlos Sainz Jr. | McLaren-Renault           | 10     |
| 12   | Daniel Ricciardo | Renault                   | 6      |
| 13   | Nico Hülkenberg  | Renault                   | 6      |
| 14   | Lance Stroll     | Racing Point-BWT Mercedes | 4      |
| 15   | Alexander Albon  | Toro Rosso-Honda          | 3      |
| 16   | Daniil Kvyat     | Toro Rosso-Honda          | 3      |
| 17   | Romain Grosjean  | Haas-Ferrari              | 1      |

| Pos. | Écurie                    | Points |
| ---- | ------------------------- | ------ |
| 1    | Mercedes                  | 217    |
| 2    | Ferrari                   | 121    |
| 3    | Red Bull-Honda            | 87     |
| 4    | McLaren-Renault           | 22     |
| 5    | Racing Point-BWT Mercedes | 17     |
| 6    | Haas-Ferrari              | 15     |
| 7    | Alfa Romeo-Ferrari        | 13     |
| 8    | Renault                   | 12     |
| 9    | Toro Rosso-Honda          | 6      |

## Statistiques
Le Grand Prix d'Espagne 2019 représente :
- la 9e pole position de Valtteri Bottas, sa troisième consécutive[16] ;
- la 76e victoire de Lewis Hamilton[17] ;
- le 16e Grand Prix mené de bout en bout par Lewis Hamilton[18] ;
- la 92e victoire de Mercedes Grand Prix en tant que constructeur[19] ;
- la 176e victoire de Mercedes en tant que motoriste[20] ;
- le 49e doublé de Mercedes Grand Prix[21].

Au cours de ce Grand Prix :
- L'écurie Mercedes Grand Prix égale un record de cinq doublés consécutifs qu'elle partage avec Ferrari, mais jamais aucune équipe n'avait encore réussi à les réaliser dans les cinq premières courses d'une saison[22] ;
- Sebastian Vettel passe la barre des 2 800 points inscrits en Formule 1 (2 809 points inscrits)[23] ;
- Max Verstappen est élu « Pilote du jour » à l'issue d'un vote organisé sur le site officiel de la Formule 1[24] ;
- Danny Sullivan (15 Grands Prix chez Tyrrell Racing en 1983, 2 points, vainqueur des 500 miles d'Indianapolis 1985 et champion CART en 1988) a été nommé par la FIA conseiller pour aider dans leurs jugements le groupe des commissaires de course[25],[26].